# 玛丽亚·罗萨里亚·皮奥梅利
玛丽亚·罗萨里亚·皮奥梅利（Maria Rosaria Piomelli，原姓安格里萨诺（Angrisano），1937年10月24日—） 是一位義大利建築師。1980年，她受聘出任纽约市立学院建築學院院長，成為美國第一位建築學院女院長。  

## 早年生活
皮奥梅利出生於義大利拿坡里， 父亲是阿尔贝托·安格里萨诺，母亲是朱塞平娜·安格里萨诺。她在拿坡里藝術學校（Istituto d'Arte）求學，于1954年完成文学学士课程，次年在拿坡里藝術學院获得文學碩士学位。 1957年，她赴美，三年后在麻省理工學院取得建築學學士學位。 她与塞尔焦·皮奧梅利医生结婚，育兩名子女，阿斯卡尼奥·阿尔贝托和福斯卡·弗兰切斯卡·皮奧梅利。 

## 事業生涯
1960年代到70年代间，皮奧梅利在意大利、美国和荷兰的许多家建築師事務所擔任專案建築師。1963年至1969年，她任職於紐約市的華納、班斯、托恩及朗德聯合事務所；1969年到1970年，在荷蘭鹿特丹的EH Grosmann Architect事務所擔任助理建築師；1971年到1974年，擔任貝聿銘聯合事務所的專案建築師。1974年，她在紐約市開設自己的事務所。 皮奧梅利在美國多所院校任教，也為多個機構服務。 1969年，她获得紐約州的開業執照後，旋即加入美國建築師學會。1974年春，她以美國建築師學會平等機會委員會 (Equal Opportunity Committee) 主任的身份，在紐約市策划了展覽，主题为「環境設計界的女性」。她致力提升女性在建築界的地位， 並以美國建築界中的女性為題撰寫過一些相關書籍。 

## 教學生涯
皮奧梅利從1971年起開始在多所學術機構擔任教職：
1971年至1976年：紐約市立學院建築學院兼任副教授
1974年至1979年：普瑞特藝術學院，1976至1979年擔任系主任
1979年：紐約市立學院特聘教授
1980年至1983年：紐約市立學院建築學院院長
1984年：加利福尼亞大學柏克萊分校客座特聘教授
1985年迄今：紐約市立學院建築學院教授

## 獲獎
1966年：以布朗大學科學圖書館設計案獲得美國衛生、教育及福利部 (HEW) 頒發的設計獎

## 部分作品列表
- 學院丘 (Academy Hill) 開發案，位於紐約州哈德遜市[6]
- 皮耶森學校 (Pierson School)，位於紐約州柏油村 (Tarrytown) [11]
- 西夫宅 (Schiff House)，位於紐約州蒙托克 (Montauk)[6]
- 設爾特島 (Shelter Island) 住宅設計，位於紐約州設爾特島139Ram Island Drive[12]

## 延伸閱讀
- Torre, Susana, 1944, and Architectural League of New York. Women in American Architecture: A Historic and Contemporary Perspective. Whitney Library of Design, New York, 1977